# Struveshof
Struveshof is een onderwijsinstelling in de Duitse gemeente Ludwigsfelde, deelstaat Brandenburg.
Zie verder onder Ludwigsfelde. 